# Канопус у Аргу
„Канопус у Аргу“ (енгл. Canopus in Argos) је серија научнофантастичних романа британске књижевнице, добитнице Нобелове награде за књижевност, Дорис Лесинг. Радња серијала, чијих је 5 књига издавано у периоду од 1979. до 1983, смештена је у будућности и говори о друштвима која се налазе на различитим ступњевима развоја.

## Романи
- Шикаста (1979)
- Бракови између зона три, четири и пет (1980)
- Сиријуски експерименти (1980)
- Стварање представника планете 8 (1982)
- Сентиментални шпијуни у царству Вољен (1983)

## Адаптације
На основу романа „Стварање представника планете 8“ и „Бракови између зона три, четири и пет“, амерички композитор Филип Глас је написао 1986. и 1997. опере, за које је Лесинг написала либрета.